# ایر کانادا جتز
ایر کانادا جتز (انگلیسی: Air Canada Jetz) شرکت هواپیمایی کانادایی است، که در سال ۲۰۰۱ توسط شرکت ایر کانادا تأسیس شد.